# Agostino Melissi

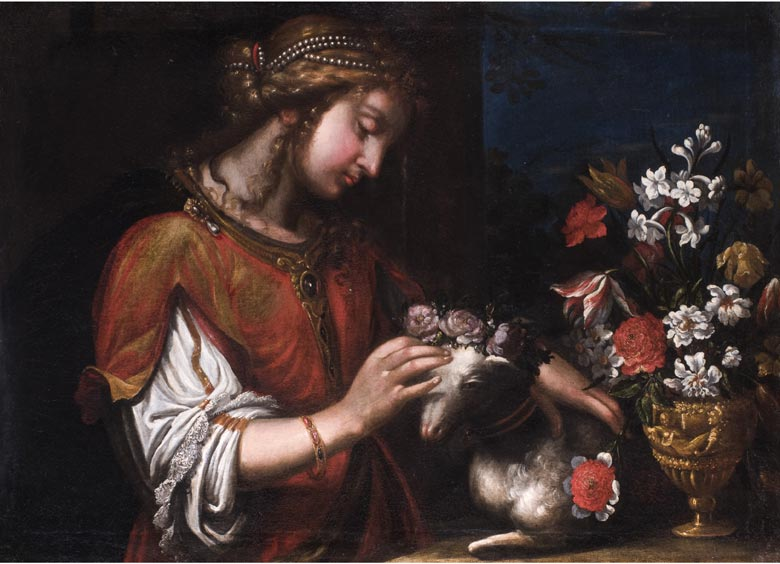
Sainte Agnès, huile sur toile 72 × 99 cm

Agostino Melissi (Florence, v.1616 - Florence, 1683) est un peintre italien actif principalement à Florence au cours du XVIIe siècle

## Biographie
Agostino Melissi est né à Florence vers 1616, probablement le 2 août.
Il fait son apprentissage dans l'atelier de Giovanni Bilivert ,  duquel il devient un des meilleurs élèves.
Ce n'est qu'au cours de la seconde moitié du XXe siècle que divers historiens de l'art  ont commencé à définir le style de Melissi et à lui attribuer grâce à des recherches documentées des œuvres attribuées précédemment à Bilivert.
Parmi les premières œuvres reconnues on trouve une Pietà, désormais perdue copiée par Lodovico Cardi (« il Cigoli »), pour laquelle le 21 août 1638, Melissi résulte crédité par Laurent de Médicis.
En 1640 est documentée une intervention sur le retable, signée et datée 1642 par Bilivert, représentant les Noces mystiques de sainte Catherine d'Alexandrie, pour l'église florentine dell’Annunziata.
Les sources rappellent comme étant de sa main quatre œuvres réalisées pour l'église San Giovanni Battista de Pistoia, détruite au cours de la Seconde Guerre mondiale : une Sépulture et une Décollation, un Banquet d’Erode avec Erodiade et seule rescapée, La Visitation de sainte Élisabeth (1642). Cette dernière avec Suzanne réalisée pour Gabriello Zuti (Florence, Seminaire Majeur), étaient initialement attribuées à Bilivert.
Ses premiers versements pour obtenir son immatriculation à l'Académie du Dessin de Florence remonte au 28 mars 1645.
Parmi les quelques œuvres certaines on note la peinture pour la Compagnia di S. Paolo di Notte, réalisé en 1646 par le bon vouloir du cardinal Léopold de Médicis, représentant un Christ mort,Vierge Marie et saint Jean dont il existe quelques dessins préparatoires.
Son activité jusqu'en 1674 en tant que peintre pour l'activité de la Tapisserie médicéenne est plus documenté. 
En 1649, réalisation d'une série de peintures concernant les Histoires de vie de Alexandre le Grand. 
En  1666, il travaille à une tapisserie de Cosimo entrant triomphant à Sienne. 
Il existe aussi des cartons issus des fresques des scènes de vie du Baptiste  d'Andrea del Sarto (« Andrea d’Agnolo ») et Francesco Giudici («  Franciabigio ») pour le cloître dello Scalzo à Florence.
Parmi les œuvres attribuées, on note Pan et Séringue, collection Bigongiari à Florence, destiné à l'origine à la famille Salviati pour sa villa au pont de la Badia di Fiesole,  ainsi que le retable Vierge à l'Enfant et saints, (1648 environ) pour l'église San Donnino à Colle in Valdarno».
Une de ses dernières œuvres datée et signée est la Vierge intercédant devant la sainte Trinité, réalisée pour l'église San Pietro in Terreno à Brollo (Figline Valdarno), commandé en 1657 et non encore achevé en 1674, dont l'immobilisme de la scène et l'implantation archaïque rappellent la production de Carlo Dolci
Agostino Melissi est mort à Florence peu avant le 11 mars 1683 car à cette date il résulte déjà inhumé en l'église monastero delle Murate.

## Œuvres
- La Joueuse de Flute, fresque, plafond, palazzo Pitti, Florence,
- Pietà, dépôts des galeries florentines, Musée du Cenacolo di San Salvi,
- L'Enfant Jésus apparaissant à saint Antoine de Padoue, église Santa Maria all’Antella,
- La Déposition,
- Ritratto di un farmacista in poltrona, con cappello viola bordato di pelliccia ed abito rosso (1630-1640),
- Sainte Agnès, huile sur toile 72 × 99 cm,
- Vierge à l'Enfant et saints (1648 environ),retable, église San Donnino, Colle in Valdarno.
- Pan et Séringue, collection Bigongiari, Florence
- Vierge intercédant devant la sainte Trinité, église San Pietro in Terreno, frazione Brollo (Figline Valdarno)

- Homme barbu tourné vers la gauche, dessin préparatoire à un tapisserie florentine, Histoire de Tobie, tissée par les Médicis, pierre noire, traces de craie blanche, papier beige 380 × 222 mm, donation Marcel Puech, 1996, Musée Calvet, Inv : 996-7-303, Avignon.

- Gesù incoronato di spine e deriso, huile sur toile,270 × 270 cm, église San Giuliano, Castiglion Fiorentino,
- Saint Antoine en extase, huile sur toile,94,4 × 142,5 cm, Musée des beaux-arts, Chambery.
- San Giovanni Battista: la sepoltura, dessin sur papier, 41,3 × 29,1 cm, musée Marucelliana, Florence.
- Figura maschile a cavallo e testa di Cosimo I de Medici,dessin sur papier, 30,6 × 24,5 cm, musée Marucelliana, Florence
- Giovane seduto, dessin sur papier, 38,5 × 27,6 cm, Galerie des Offices, Florence,